# Mary Fagan

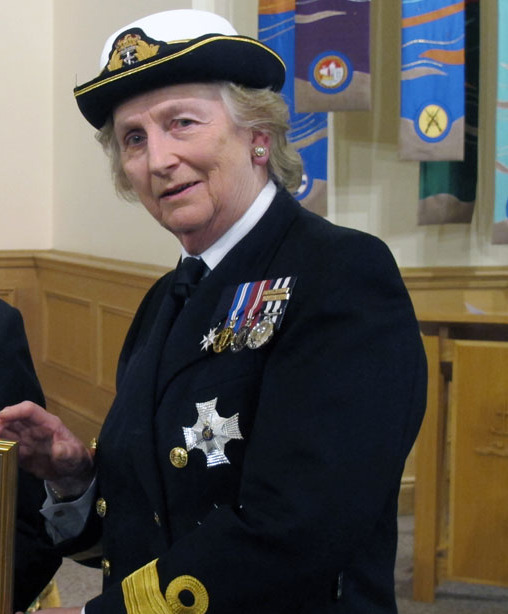
Dame Mary Fagan, 2013

Wappen der Lady Mary Fagan

Lady Florence Mary Fagan LG, DCVO (* 11. September 1939 in Gonalston, Nottinghamshire) ist eine britische Adlige. 
Ihr Geburtsname ist Florence Mary Vere-Laurie. Seit 1960 ist sie mit Christopher Tarleton Feltrim Fagan verheiratet und hat zwei Söhne, von denen einer 1987 bei einem Autounfall ums Leben kam.
Von 1994 bis 2014 war sie Lord Lieutenant von Hampshire. Von 2006 bis 2014 war die Kanzlerin der University of Winchester. Sie ist Vorstandsmitglied mehrerer gemeinnütziger Stiftungen.
Am 13. Juni 2009 wurde sie als Dame Commander des Royal Victorian Order in den niederen Adelsstand erhoben und führte fortan den Namenszusatz „Dame“. Am 23. April 2018 wurde sie zudem als Lady Companion in den Hosenbandorden aufgenommen und führt seither den höherrangigen Namenszusatz „Lady“.
Sie erhielt ehrenhalber einige Militärränge und ist dadurch Rear Admiral der Royal Naval Reserve, Colonel der 457 Battery der Royal Artillery, Colonel des 78 (Fortress) Engineer Regiment (Volunteers) und Colonel der Royal Electrical and Mechanical Engineers (Volunteers) 4th Division.